# Monts-en-Ternois
Monts-en-Ternois – miejscowość i gmina we Francji, w regionie Hauts-de-France, w departamencie Pas-de-Calais.
Według danych na rok 1990 gminę zamieszkiwały 72 osoby, a gęstość zaludnienia wynosiła 20 osób/km² (wśród 1549 gmin regionu Nord-Pas-de-Calais Monts-en-Ternois plasuje się na 1115. miejscu pod względem liczby ludności, natomiast pod względem powierzchni na miejscu 795.).